# Felice Del Vecchio
Felice Del Vecchio (Castiglione Messer Marino, 19 febbraio 1929 – Milano, 24 febbraio 2024) è stato uno scrittore e saggista italiano.

## Biografia
Felice del Vecchio, di famiglia contadina, nasce a Castiglione Messer Marino (Chieti) nel 1929 ma fin da bambino vive nel Molise presso un suo zio prete, don Duilio Lemme parroco di Roccavivara, il quale si occupa della sua istruzione. Dopo alcuni anni trascorsi in seminario frequenta il liceo "Mario Pagano" di Campobasso, dove consegue la maturità classica.
Considerata la buona riuscita dei suoi studi ottiene una borsa di studio dalla provincia di Campobasso che gli permette di affrontare il concorso per accedere alla Normale di Pisa. Nella commissione di esame si trova di fronte a personaggi del calibro di Luigi Russo e del grande grecista Giorgio Pasquali. Supera la prova e viene ammesso a frequentare il corso di Storia e Filosofia nel quale ha come compagno di studi Pietro Citati.
Dopo aver conseguito la laurea torna a Campobasso, trova impiego presso la locale sezione del Partito Comunista Italiano e ne diviene attivista inseguendo il sogno di partecipare in maniera diretta alla emancipazione dei contadini del Meridione. Inizia a scrivere La chiesa di Canneto, un'opera giudicata insieme potente e lirica, sulla scia di Cristo si è fermato a Eboli di Carlo Levi ma con molte differenze di fondo. Terminata la stesura della prima parte la invia a Pietro Citati il quale, avendone ricavato buona impressione, la passa direttamente a Italo Calvino che la trova molto bella.
Terminatane la stesura, il libro viene stampato dall’Editore Einaudi nel 1957 e nello stesso anno vince il Premio Viareggio “Opera Prima" nel settore "Saggistica”. Successivamente emigra a Milano, come del resto facevano molti suoi conterranei in quegli anni. Seguendo il consiglio di Raffaele Mattioli e col suo appoggio lavora per diverso tempo presso la Mondadori. In seguito, preferisce troncare con l'editoria, dedicarsi all'insegnamento e per molti anni sceglie di chiudersi nel silenzio. Le ragioni di questo silenzio vengono poi da lui chiarite in una lunga intervista autobiografica rilasciata nell'agosto 1994 a Giovanni Mascia.
Nel 2002 pubblica Il nido di pietra, una testimonianza sulla mutazione antropologica che il Meridione ha subito nei decenni del dopoguerra. Nel 2012 scrive il volumetto Don Duilio Lemme, la vita e le opere, una rievocazione della vita del suo benefattore che molto si era speso, anche lavorando personalmente, per restaurare lo storico Santuario di Santa Maria di Canneto di Roccavivara, risalente all'anno 703, che versava in rovina.

## Opere
- Dieci anni dopo. Roma, Lo spettatore italiano editore, 1955.
- La chiesa di Canneto. Torino : Einaudi, 1957
- La chiesa di Canneto. Campobasso, Enne, 1997.
- Il nido di pietra. Isernia : Iannone, 2019, prima edizione Ferrazzano, Enne, 2002
- Don Duilio Lemme, la vita e l'opera. Campobasso : Enzo Nocera, 2012